# Tandplak

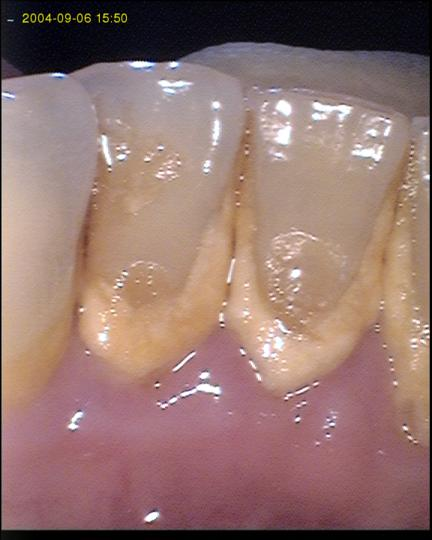
Tandplak

Tandplak (ook tandplaque) is een dun, vaak onzichtbaar, kleverig laagje dat zich gedurende de dag op de gebitselementen afzet. Tandplak bestaat hoofdzakelijk uit opgeloste voedselstoffen, slijm en bacteriën (onder andere melkzuurbacteriën) die de suikers en de koolhydraten in de mond afbreken tot zuur. Tandplak heeft ongeveer dezelfde kleur als de tanden en is daarom moeilijk te zien. Tandplak zit overal, dus óók tussen de gebitselementen. Tandplak kan eenvoudig verwijderd worden. Als tandplak niet dagelijks verwijderd wordt dan kan ze verkalken. Verharde tandplak wordt tandsteen genoemd. Tandsteen maakt het oppervlak ruwer waarop makkelijker nieuw tandsteen blijft zitten. Tandsteen kan alleen verwijderd worden door een mondhygiënist of tandarts.

## Tandpockets
Gezond tandvlees ligt stevig om de tanden heen en heeft een roze kleur. Gezond tandvlees bloedt niet bij het tanden poetsen, stokeren of eten. Door slechte gebitsreiniging kan tandplak tussen de tanden en het tandvlees gaan nestelen. Hierdoor ontstaat een pocket, deze is in gezonde toestand 1 tot 3 millimeter diep.

## Tandbederf en tandvleesontsteking
Bepaalde soorten bacteriën in tandplak, waaronder Streptococcus mutans, vormen uit suikers uit de voeding een zuur. Dit zuur lost eerst het glazuur op en later ook het er onder gelegen tandbeen. Het regelmatig gebruik van suiker en onvoldoende mondhygiëne kan tandbederf (cariës) veroorzaken. Als tandbederf niet snel genoeg wordt behandeld, kunnen uiteindelijk tanden verloren gaan.

## Gingivitis
Gingivitis (ontsteking van de gingiva) wordt in de volksmond ontstoken tandvlees genoemd. Ontstoken tandvlees kan men herkennen aan roodheid en dat het gemakkelijk gaat bloeden. Tandvleesontsteking is in lang niet alle gevallen goed waarneembaar. Het proces is omkeerbaar. Bij een goede mondhygiëne, 1x per dag reinigen tussen de tanden en kiezen en 2x per dag poetsen, kan de gingivitis weer genezen.

## Parodontitis
Als gingivitis langdurig blijft bestaan is de kans groot op het krijgen van parodontitis. Bij parodontitis worden vezels en kaakbot afgebroken. Daardoor ontstaan verdiepte pockets gevuld met tandplak en tandsteen. Tandplak en tandsteen in pockets kunnen alleen verwijderd worden door een mondhygiënist of tandarts (parodontoloog). Bij behandeling van parodontitis wordt het proces van afbraak stopgezet. Al het bot en vezels wat verloren is gegaan komt niet meer terug. Bij het slagen van de behandeling is de mondhygiëne van de patiënt van belang. Alleen bij een goede mondhygiëne, 1x per dag reinigen tussen de tanden en kiezen en 2x per dag poetsen, is de parodontitis goed te behandelen. Als parodontitis niet tijdig wordt behandeld, verdwijnt er zoveel bot en vezels, dat de tanden en kiezen los gaan zitten. Uiteindelijk gaan ze verloren.

## Plakverwijdering
Tandplak kan niet verwijderd worden door het gebruik van een tandenborstel alleen. Een tandenborstel kan namelijk niet goed reinigen tussen de tanden. Afhankelijk van de grootte van de tussenruimtes zal men ook gebruik moeten maken van ragers, tandenstokers of flosdraad. Het is verstandig om eerst tussen de tanden te reinigen. Plak wordt het best verwijderd volgens de bass-methode.

## Xylitolhoudende kauwgom
Van Xylitolhoudende kauwgom wordt beweerd dat deze een remmende werking heeft op de cariogene (=cariës verwekkende) bacteriën en dat deze een stimulerende invloed op de speekselsecretie heeft wat het ontstaan van tandplak tegenwerkt. Op dit moment is tandenpoetsen nog steeds de meest doeltreffende manier om tandplak te verwijderen.

## Plakverklikkers
Omdat de tandplak niet zo gemakkelijk zichtbaar is, bestaan er plakverklikkers. Plakverklikkers zijn er in vloeistof of in tabletvorm; ook wel disclosing tablets genoemd. Na het poetsen brengt men de plakverklikker aan. Na het spoelen kleuren de plekken waar nog plak aanwezig is roze of blauw. Poetsen is dan de boodschap, totdat de tanden niet meer kleuren door de plakverklikker.

## Elektrische tandenborstel
Uit wetenschappelijk onderzoek blijkt dat oscillerende-roterende en sonische elektrische tandenborstels meer plak verwijderen dan normale handtandenborstels. Men krijgt een schoner gebit en een verminderde kans op cariës.